# Bernard Wilczek
Bernard (Bernardyn) Wilczek herbu Poraj (zm. 1540), duchowny katolicki, arcybiskup metropolita lwowski od 1505, dziekan kapiuły katedralnej przemyskiej w 1492 roku.
Podpisał konstytucję Nihil novi na sejmie w Radomiu w 1505 roku. Podpisał dyplom elekcji Zygmunta I Starego na króla Polski i wielkiego księcia litewskiego na sejmie w Piotrkowie 8 grudnia 1506 roku.
Za jego rządów w archidiecezji: przeprowadzony został synod archidiecezjalny (w 1532), skodyfikowane zostały statuty kapitulne, odbudowano po pożarze katedrę.
Pochowany w archikatedrze Wniebowzięcia NMP we Lwowie.